# Тхилагани (Самтредский муниципалитет)
Тхилагани (груз. თხილაგანი) — село в Грузии, на территории Самтредского муниципалитета края (мхаре) Имеретия.

## География
Село находится в западной части Грузии, на правом берегу реки Хевисцкали, на расстоянии приблизительно 13 километров (по прямой) к юго-востоку от города Самтредиа, административного центра муниципалитета. Абсолютная высота — 406 метров над уровнем моря.

## Население
По результатам официальной переписи населения 2014 года, в Тхилагани проживало 15 человек (7 мужчин и 8 женщин). В национальной структуре населения грузины составляли 100 %.
| Год  | Население, человек |
| ---- | ------------------ |
| 2002 | 25                 |
| 2014 | ↘ 15               |